# 瓠瓜三
海豚座δ，中名瓠瓜三,又名BD+14 4403，HD 197461、SAO 106425、HR 7928，是海豚座的一颗恒星，视星等为4.43，位于銀經60.14，銀緯-16.55，其B1900.0坐标为赤經20h 38m 47.4s，赤緯+14° -16.55′ 57″。